# Love to Love You Baby
"Love to Love You Baby" er en sang skrevet og indspillet af den amerikanske sangerinde Donna Summer. Sangen blev udgivet i 1975, og var et af de første disco-hits, der blev udgivet i en forlænget udgave.

## Information om sangen og den originale udgivelse
Donna Summer havde i 1975 boet 8 år i Tyskland og havde deltaget i en række shows. Hun havde udgivet et album i Europa med titlen Lady of the Night, skrevet af Giorgio Moroder og Pete Bellotte og produceret af Bellotte, der havde givet hende et par hitsingler i Europa. I 1975 præsenterede hun teksten til "Love To Love You Baby" for Moroder, der lod teksten indgå i et en disco-sang, som han ville have Summer til at indspille. Teksten havde klare seksuelle referencer, og Summers ønskede derfor alene at indspille sangen som en demo, og herefter at give den til en anden. Summers fremførsel af sangen med eksplicit stønnen m.v. imponerede imidlertid Moroder så meget, at han fik hende overtalt til at udgive sangen i Summers eget navn, og sangen blev herefter udgivet under titlen "Love to Love You", der blev et mindre hit i Holland.

## International udgivelse og gennembrud
En kopi af sangen blev senere på året sendt til direktøren for det amerikanske pladeselskab Casablanca Records, Neil Bogart, der spillede båndet ved en privat fest. Bogart var så imponeret over sangen, og han kontaktede Moroder og foreslog ham at gøre nummeret længere; helt op til 20 minutter. Summer havde fortsat betænkeligheder ved nummeret, men indvilligede i at indspille nummeret igen med indlagt stønnen og simulerede orgasmer. Pladeselskabet besluttede at give sangen det nye navn "Love To Love You Baby." Sangen fyldte hele side 1 på albummet af samme navn, og blev også udsendt på en 12" single. Forkortede versioner blev også udsendt på 7" singler, og sangen blev et internationalt discohit. Pladen blev udgivet i november 1975 og blev Summers første amerikanske US Top 40 hit, idet sangen lå nr. 2 i to uger på Billboard Hot 100 i starten af 1976. Herudover lå sangen fire uger som nr. 1 på Billboards U.S. disco chart, og opnåede en tredjeplads på soul-hitlisterne. I England blev sangen nr. fire på UK Singles Chart på trods af, at BBC nægtede at spille sangen. "Love To Love You Baby" gav Summers tilnavnet "the first lady of love," og gjorde hende et sex-ikon, hvilket hun senere i karrieren opfattede som en belastning. 
Pladeselskabet Casablanca Records overtog distributionen af Summers udgivelser i USA og senere i en række andre lande. Da Summers flyttede tilbage til USA blev Summer tæt knyttet til direktøren for selskabet, Neil Bogart, og dennes hustru Joyce, der blev Summers manager. Parret ønskede af fastholde Summers image som en rig, magtfuld og sexet fantasifigur, men efter en periode brød Summers med parret, og efter en retssag mellem parterne besluttede Summers, at hun ville lægge "Love To Love You Baby" bag sig. Først i 2000'erne begyndte Summers at optræde med nummeret igen. 
Efter Patrick Cowlets succes i 1982 med et remix af "I Feel Love" genudsendte Casablanca Records atter "Love To Love You Baby" i 1983, men genudgivelsen blev ikke en succes, og ejeren af selskabet, PolyGram, lukkede Casablanca Records i 1984. 

## Placeringer på hitlister
| Chart (1975/1976)                  | Peak position |
| ---------------------------------- | ------------- |
| Australian Singles Chart           | 4             |
| Østrigske hitlister                | 9             |
| Hollands Singles Chart             | 13            |
| Hollands Top 40                    | 17            |
| Tyske Singles Chart                | 6             |
| Italiens Singles Chart             | 11            |
| Irlands Singles Chart              | 11            |
| New Zealand Singles Chart          | 8             |
| Norges VG-lista                    | 2             |
| Sverigetopplistan                  | 5             |
| Schweiz' Singles Chart             | 6             |
| UK Singles Chart                   | 4             |
| U.S. Billboard Hot 100             | 2             |
| U.S. Billboard Hot Dance Club Play | 1             |
| U.S. Billboard R&B Songs           | 3             |

## Coverversioner
- Bronski Beat indspillede i 1985 sangen i et medley med "Johnny Remember Me" og Summers "I Feel Love".
- Samantha Fox indspillede sangen i et medley med et andet discohit, Andrea Trues "More More More", på albummet Just One Night i 1991.
- No Doubt udgav et cover af sangen på soundtracket til filmen Zoolander.
- Sam Taylor-Wood udgav i samarbejde med Pet Shop Boys sangen i en "limited edition" udgave på 12" vinyl i 2003.
- TLC samplede omkvædet på den kontroversielle single "I'm Good At Being Bad" fra albummet Fanmail. Teksten på singlen havde et så kraftigt seksuelt indehold, at Summers forlangte, at elementerne fra "Love To Love You Baby" blev fjernet. Senere udgivelser af nummeret indeholder ikke elementer fra sangen.
- Princess Superstar samplede omkvædet på sangen "Love/Hate To Be A Player" fra albummet "Last Of The Great 20th Century Composers", men ændrede teksten til "Oooh, love to be a player baby."
- Beyoncé Knowles samplede omkvædet, der indgik på hendes hit "Naughty Girl" fra albummet Dangerously in Love.
- Debbie Harry optrådte live med sangen i en reggaeversion i 1993 ved Wigstock festivalen ved Tompkins Square Park[11]
- The Ritchie Family sang en del af "Love to Love You Baby" i et medley på "The Best Disco in Town".
- Tom Tom Club indspillede et cover på albummet The Good the Bad and the Funky.

## Eksterne links
- Oversigt over album der indeholder "Love To Love You Baby, allmusic.com